# 雌性化
雌性化 (Feminization) 
生物體之所以會發生雌性化的原因，是因為生物體遭受環境賀爾蒙進入身體產生作用而產生的基因傷害。

## 環境賀爾蒙
許多人為製品在經過焚化爐焚燒之後就會產生環境賀爾蒙進一步在空氣中散播，或是在民生用品如殺蟲劑、洗衣粉、食用油在過去未發現環境賀爾蒙對生物體之傷害時都曾經參入在其中，其中較為有名的就是臺灣的米糠油中毒事件，就是因為當時的米糠油中加入了多氯聯苯，在經過人為食用之後進入人體中導致各種可怕的病變，以及塑膠製品在經過焚化爐高溫燃燒之後會產生，環境賀爾蒙中的壬基苯酚在過去曾大量加入在清潔劑當中，在人類不當使用下，大量進入河川之中，導致河川中的雄性生物體雌性化。

## 環境賀爾蒙對人體之傷害
對女性會導致不孕、泌乳量下降，對男性會導致精蟲量下降、雄性特徵不明顯，且後代較易罹癌、干擾性別、神經組織發展。